# Viljar Loor
Viljar Loor   (Tartu, 1 d'octubre de 1953 - Tallinn, 22 de març de 2011) fou un jugador de voleibol estonià que va competir sota bandera de la Unió Soviètica durant les dècades de 1970 i 1980.
El 1980 va prendre part en els Jocs Olímpics d'Estiu de Moscou, on guanyà la medalla d'or en la competició de voleibol.
En el seu palmarès també destaquen dues medalla d'or al Campionat del Món de voleibol (1978 i 1982), dues medalles d'or a la Campionat del Món de voleibol (1977 i 1981) i cinc Campionats d'Europa de voleibol, tots els compresos entre el 1975 i 1983. A nivell de clubs jugà al Kalev Tallin (fins al 1975) i al CSKA de Moscou (1975-1983), amb qui guanyà vuit lligues soviètiques (1975, 1976, 1978 a 1983), la Copa d'Europa de 1982 i la Copa de l'URSS de 1982.
El 22 de març de 2011 es va suïcidar després d'una greu malaltia.